# Registered jack

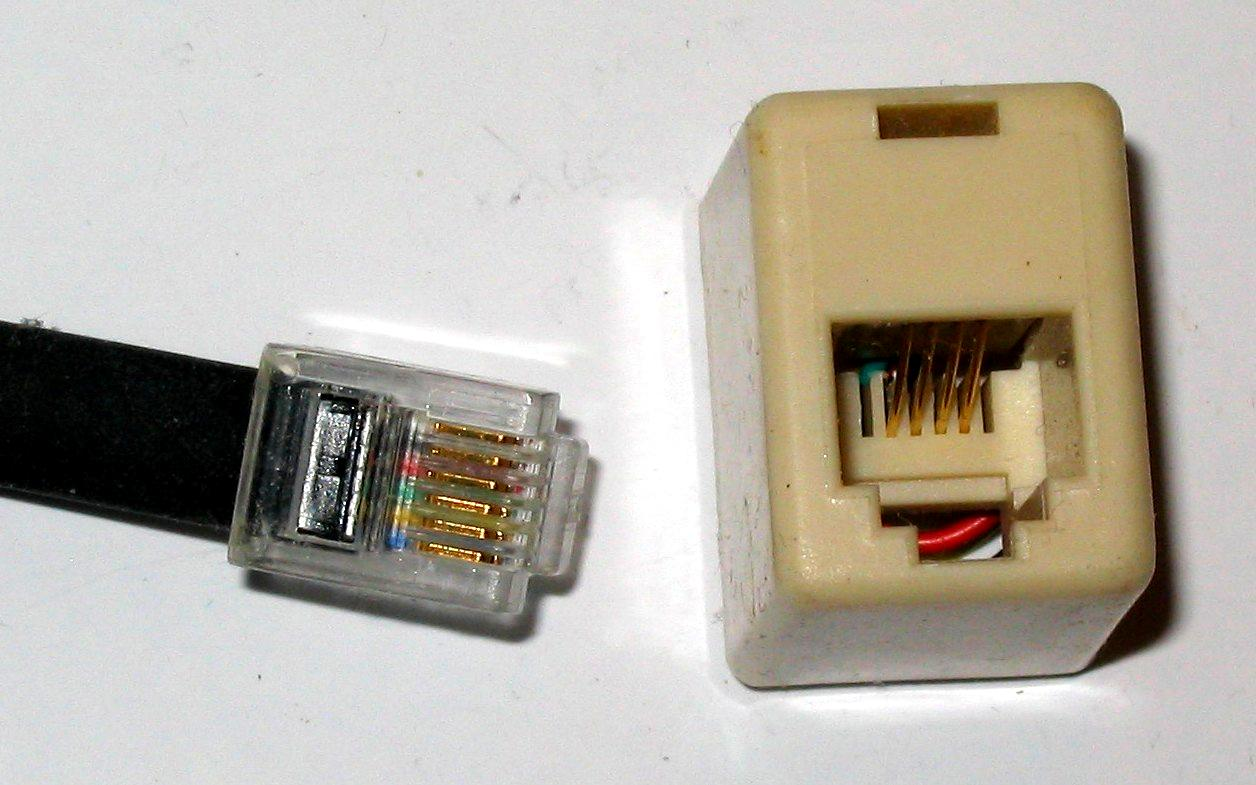
RJ mannelijk en vrouwelijk

RJ-11, RJ-14, RJ-25 en RJ-45 (ook zonder streepje) zijn specificaties voor insteekpluggen (RJ = Registered Jack, geregistreerde insteekplug) die gebruikmaken van dezelfde 6-polige modulaire stekker. Deze connectoren worden onder andere gebruikt voor analoge (POTS) telefoonverbindingen bij de eindgebruiker, bijvoorbeeld voor een telefoontoestel, fax of modem, maar ook in andere toepassing voor bijvoorbeeld RS-232- of RS-485-verbindingen.
De stekkertjes zijn meestal goedkoop en worden vaak per gros verkocht. Doordat de meeste stekkertjes van doorzichtig materiaal zijn, kan gecontroleerd worden of alle aders op de juiste plek zitten, voordat men het stekkertje dicht perst, waarvoor een speciale tang nodig is. Het is niet nodig de isolatie te strippen.

## Bouw
Officieel heeft een RJ-11-connector maar twee geleiders en is dus een 6P2C-connector (6 posities, 2 geleiders). Een RJ-14-connector heeft vier (6P4C) en een RJ-25-connector heeft zes (6P6C) aansluitingen. Wat men in de volksmond RJ-11 noemt, is in werkelijkheid vaak 6P4C, dus RJ-14.
Door de topologie van de connector is de polariteit van de aansluitingen altijd gegarandeerd.
Veel RJ-11-kabels zijn zo gemaakt dat een van de stekkers ondersteboven gemonteerd is, zodat de volgorde van geleiders in deze stekker het tegenovergestelde is van de andere. Zo'n kabel is dus een crossoverkabel. De meeste telefoontoestellen zijn echter ongevoelig voor de polariteit, zodat de twee aders in de kabel gerust verwisseld mogen worden.

## Nummering van de pennen
Houd het stekkertje met de kabel van je af en het clipje naar onder. Pen 1 zit nu links.

## Bedrading bij telefonie

### Noord-Amerika

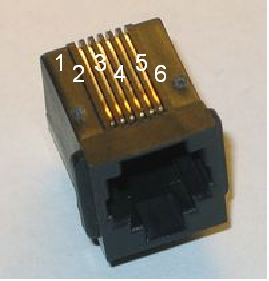
Positienummers in een RJ-11

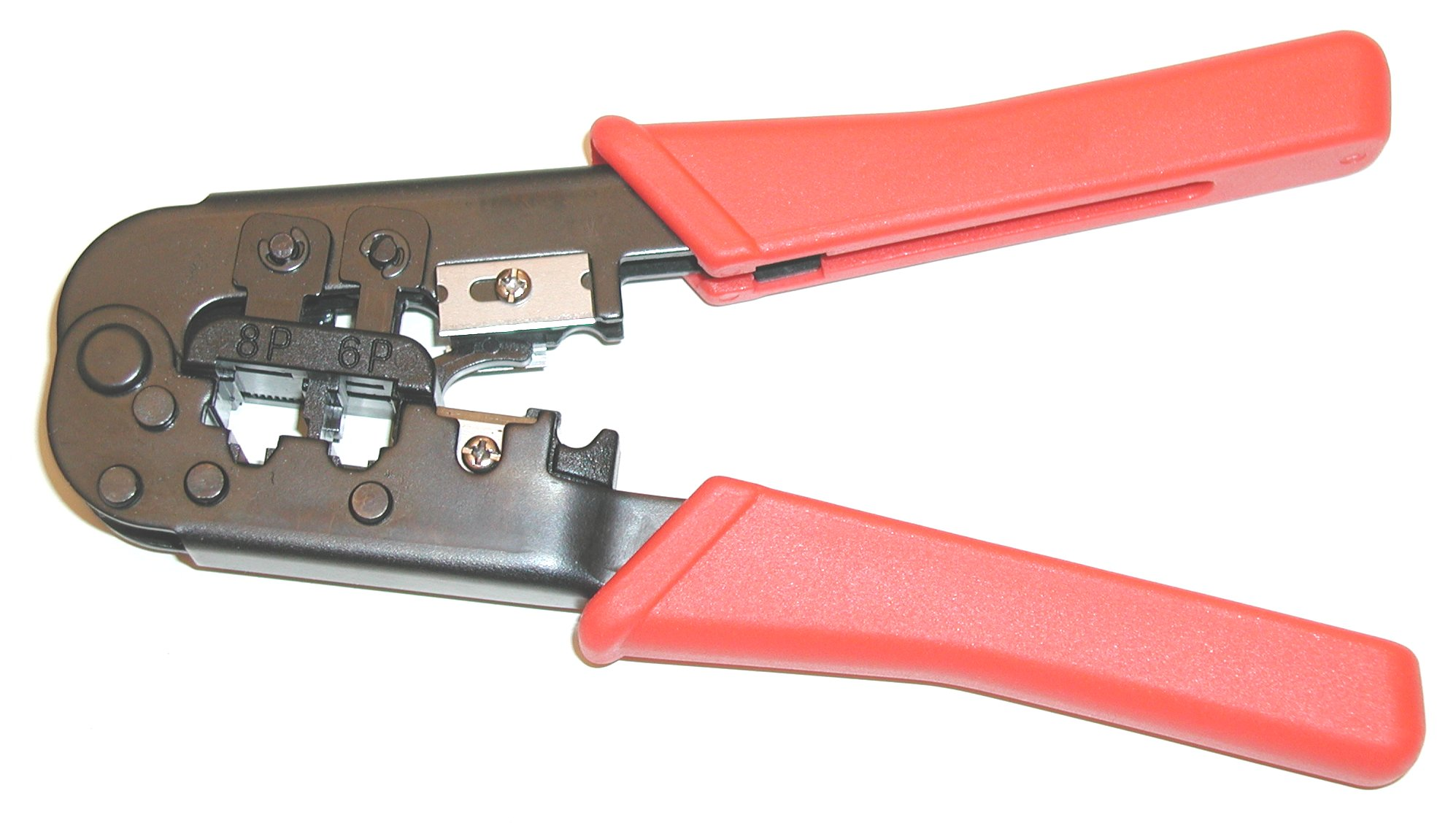
Ministekkertang voor registered jacks

| Positienummer | Geleidernummer   | Geleidernummer   | Geleider         | Geleider         | Kleur              | Kleur            |
|               | RJ-11            | RJ-14            |                  |                  | 25-pair color code | Bell System      |
| ------------- | ---------------- | ---------------- | ---------------- | ---------------- | ------------------ | ---------------- |
| 1             | niet aangesloten | niet aangesloten | niet aangesloten | niet aangesloten | niet aangesloten   | niet aangesloten |
| 2             | niet aangesloten | 1                | 2Tip             | +                | wit/oranje         | zwart            |
| 3             | 1                | 2                | 1Ring            | –                | blauw/wit          | rood             |
| 4             | 2                | 3                | 1Tip             | +                | wit/blauw          | groen            |
| 5             | niet aangesloten | 4                | 2Ring            | –                | oranje/wit         | geel             |
| 6             | niet aangesloten | niet aangesloten | niet aangesloten | niet aangesloten | niet aangesloten   | niet aangesloten |

### Nederland
In Nederland wordt meestal het vierpolige PTT-stopcontact gebruikt. Toch begint de Noord-Amerikaanse RJ-11-standaard meer en meer gebruikt te worden.
In Nederland levert de telefoonnetbeheerder op een huisadresbekabeling voor twee lijnen door middel van een kabel van 5 aders: rood en blauw (eerste lijn, geleider a en geleider b), oranje en wit (tweede lijn, geleider a en geleider b) en één ongeïsoleerde ader (aarde). In het PTT-stopcontact wordt een van de twee lijnen daadwerkelijk aangesloten, op de twee bovenste contacten: ader a linksboven, ader b rechtsboven. (De bovenste contacten zijn de contacten die verder uit elkaar liggen dan de andere twee.) Soms wordt verder de aarde-ader linksonder aangesloten, maar soms wordt de andere lijn op de onderste twee contacten aangesloten ten behoeve van bijvoorbeeld ISDN in de RJ-49C-configuratie.
Een verloopstuk van het PTT-stopcontact naar RJ-11 zoals in Nederlandse winkels te vinden is verbindt (meestal) linksonder, linksboven, rechtsboven, rechtsonder met respectievelijk posities 2 t/m 5. Met deze volgorde bevindt de eerste lijn zich op posities 3 en 4 en een eventuele tweede lijn op posities 2 en 5, in overeenstemming met Noord-Amerikaans gebruik. Terwijl in Noord-Amerika de volgorde 2Tip, 1Ring, 1Tip, 2Ring is, dat wil zeggen: 2a, 1b, 1a, 2b, is de Nederlandse volgorde 2a, 1a, 1b, 2b. Dit verschil is bij telefonie zelden problematisch.
| Positienummer | Geleidernummer   | Geleider         | Geleider         | Geleider         | Kleur              | Kleur            |
|               |                  | analoog          | analoog          | ISDN RJ-49C      | 25-pair color code | PTT-norm 88      |
| ------------- | ---------------- | ---------------- | ---------------- | ---------------- | ------------------ | ---------------- |
| 1             | niet aangesloten | niet aangesloten | niet aangesloten | niet aangesloten | niet aangesloten   | niet aangesloten |
| 2             | 1                | 2a               | +                | Tx+              | wit/oranje         | oranje           |
| 3             | 2                | 1a               | +                | Rx+              | blauw/wit          | rood             |
| 4             | 3                | 1b               | –                | Rx–              | wit/blauw          | blauw            |
| 5             | 4                | 2b               | –                | Tx–              | oranje/wit         | wit              |
| 6             | niet aangesloten | niet aangesloten | niet aangesloten | niet aangesloten | niet aangesloten   | niet aangesloten |

### België
In België wordt meestal het vierpolige RTT-stopcontact gebruikt, Toch begint de Noord-Amerikaanse RJ-11-standaard meer en meer gebruikt te worden doordat Proximus (Belgacom) tegenwoordig altijd een stopcontact plaatst met 2 RJ-11-aansluitingen en ook 1 vierpolige aansluiting voor de modem. Dit stopcontact zal enkel op het eerste aansluitpunt geplaatst worden. Op andere punten wordt meestal een RTT-stopcontact geplaatst.

## Officieuze benamingen

4P4C-stekker en aansluitingen, met links de microfoon en rechts de luidspreker van de telefoonhoorn

De benamingen RJ-9, RJ-10 en RJ-22 zijn in de handel gebruikelijke aanduidingen voor telefoonhoornstekkers van het type 4P4C of 4P2C. Het zijn dus geen officiële benamingen en er is geen verschil in formaat.
Zo wordt ook de naam RJ-45 wel gebruikt voor 8P8C-stekkers en RJ-50 voor 10P10C-stekkers.